# Peter MacKay

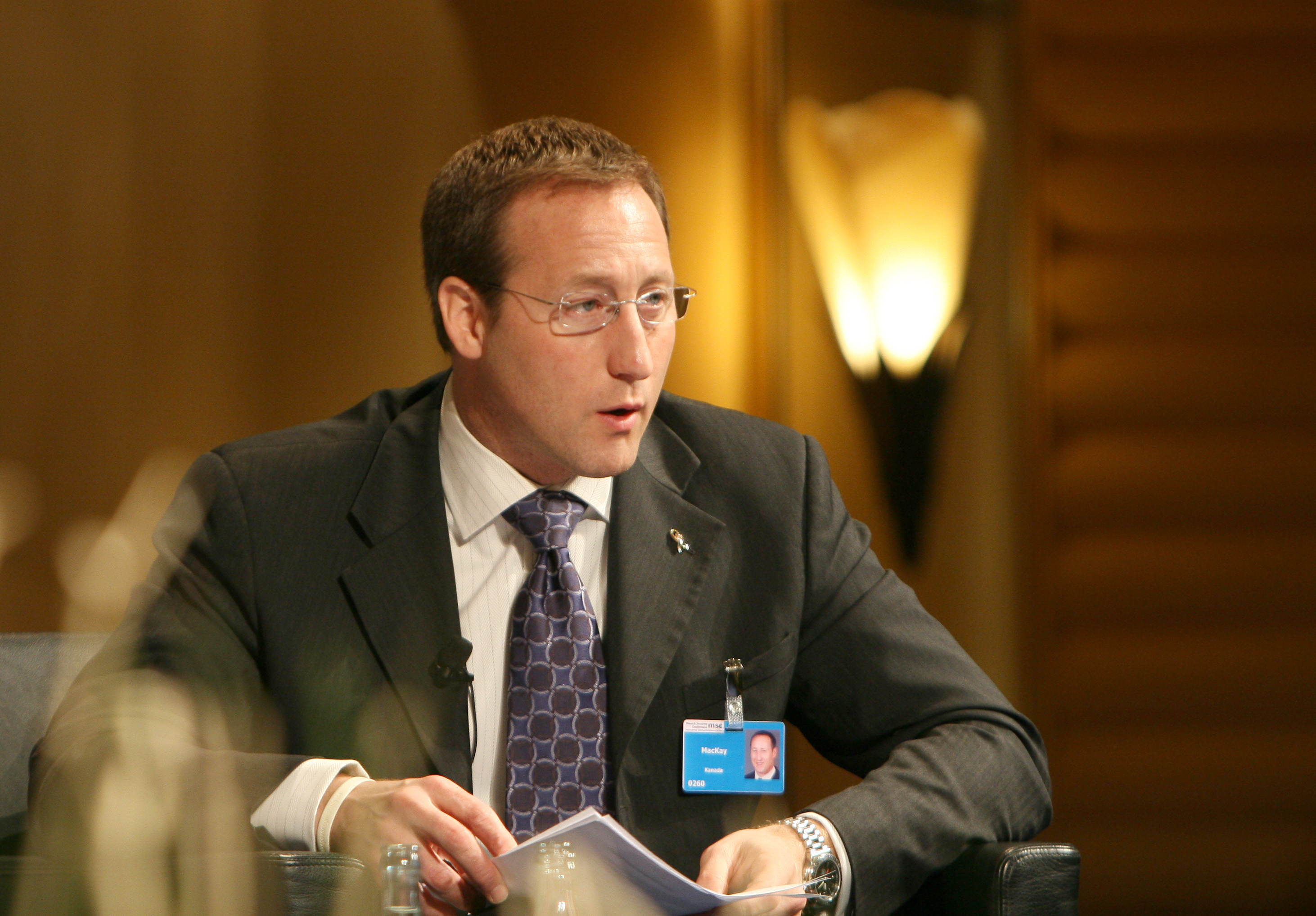
Peter MacKay 2009

Peter Gordon MacKay, PC, QC (* 27. September 1965 in New Glasgow, Nova Scotia) ist ein kanadischer Anwalt und Politiker aus New Glasgow, Nova Scotia. Er war von 1997 bis 2015 Mitglied des kanadischen Parlaments, früherer Außen- und auch Verteidigungsminister. Von 2013 bis November 2015 war er Justizminister von Kanada, seine Nachfolgerin ist Jody Wilson-Raybould. MacKay war der letzte Vorsitzende der Progressiv-konservativen Partei und beschloss 2003 zusammen mit dem Vorsitzenden der Kanadischen Allianz Stephen Harper die Fusion der beiden Parteien zur neuen Konservativen Partei.

## Frühes Leben und Karriere
MacKay wurde als Sohn des früheren Kabinettsmitgliedes und Wirtschaftsministers, Holzhändlers und Anwalts Elmer MacKay geboren. Seine Mutter ist Psychologin und Friedensaktivistin und lebt in Wolfville, Nova Scotia, wo auch MacKay und seine drei Geschwister aufwuchsen. Er besuchte die Horton District High School in Greenwich, Nova Scotia und schloss 1987 sein Studium an der Acadia University/Carlton University mit dem Bachelor ab. Danach studierte er Jura an der Dalhousie University und wurde im Juni 1991 in die Anwaltsvereinigung von Nova Scotia berufen. Später arbeitete er für Thyssen Henschel in Halifax, Düsseldorf und Kassel.
1993 wurde er zum Kronanwalt in Nova Scotia berufen, wo er Fälle vor allen Gerichten vertrat, so auch vor dem Obersten Gericht Kanadas. MacKay äußerte öffentlich, dass der Grund für seinen Einstieg in die Politik die Frustration mit dem Rechtssystem sei, vor allem würden sich die Gerichte zu wenig darum kümmern, welchen Einfluss ein Verbrechen auf das Opfer hat.

## Mitglied des Parlaments
MacKay wurde 1997 das erste Mal in das kanadische Unterhaus gewählt. Er war einer der sogenannten „Jungtürken“, die 35 Jahre alt waren als sie gewählt wurden und als potentielle Führungsfiguren angesehen wurden, die die Konservativen wieder zu ihren Glanzzeiten zurückführen konnten. Während seiner ersten Amtszeit war er Fraktionsvorsitzender der Progressiv-Konservativen Partei im Parlament. Er war Mitglied des Ausschusses für inländische Wirtschaft sowie des Ausschusses für Justiz und Menschenrechte. Des Weiteren war er Mitglied der Ausschüsse für kanadisches Erbe, Finanzen und des Unterausschusses für Sportstudien. MacKay wurde 2000 wiedergewählt und wurde fortan als möglicher Nachfolger von Joe Clark als Parteivorsitzender betrachtet.
2001 wurde er Vorsitzender der neugebildeten Fraktion aus Progressiv-konservativen und der Demokratische-Repräsentanten-Fraktion. Als diese Koalition im August 2002 zerbrach trat Joe Clark als Parteivorsitzender der Progressiv-konservativen zurück und MacKay wurde erneut als möglicher Nachfolger ins Spiel gebracht.
Bei den Parlamentswahlen 2015 kandidierte MacKay nicht mehr.

## Parteivorsitzender
2003 wurde MacKay auf einem Parteitag zum Vorsitzenden gewählt, allerdings erst im vierten Wahlgang. Dies zeigte die Zerstrittenheit der Partei, die geschwächt aus diesem Parteitag hervorging.

## Fusion der konservativen Parteien
Nach Kritik aus den eigenen Reihen und schlechten Umfrageergebnisse veranlasste MacKay 2003 Gespräche mit dem Vorsitzenden der Kanadischen Allianz über einen Zusammenschluss der beiden Parteien, um so einer möglichen Bedeutungslosigkeit seiner Partei entgegenzuwirken. Die Delegierten beider Parteien stimmten dem Vorschlag Ende des gleichen Jahres zu.
2004 lehnte er eine Kandidatur um den Parteivorsitz der neuen Partei ab, wurde allerdings zum stellvertretenden Vorsitzenden ernannt. Bei der Wahl im gleichen Jahr wurde er erneut wiedergewählt.

## Minister in der Regierung Harper

### Außenminister
Als aufgrund einer vorgezogenen Neuwahl eine konservative Minderheitsregierung unter Stephen Harper ins Amt kam, wurde MacKay zum Außenminister ernannt. Das beherrschende Thema seiner Amtszeit war der Libanonkrieg 2006. Seine Aussagen, mit denen er Partei für Israel ergriff, lösten eine landesweite Debatte aus, speziell unter Arabern und muslimischen Kanadiern. In dieser Zeit lehnten MacKay und die Konservative Partei ebenso wie die Bush-Regierung den von der UNO verlangten Waffenstillstand ab.

### Verteidigungsminister
Im August 2007 trat MacKay im Zuge einer Kabinettsumbildung die Nachfolge von Verteidigungsminister Gordon O’Connor an. Am 6. November 2007 blieb er bei einem Anschlag auf eine Militärbasis in Afghanistan, in der er sich zu Gesprächen aufhielt, unverletzt. 2008 kündigte MacKay ein Programm mit einer Laufzeit von 25 Jahren zur Verbesserung der Ausrüstung der Kanadischen Streitkräfte an. Da in diesem Fall weder eine detaillierte Aufschlüsselung bekannt wurde noch die Existenz einer solchen behauptet wurde, wurde eine baldige Neuwahl erwartet. Diese wurde dann im August des gleichen Jahres bekannt gegeben. Bei dieser Wahl wurde MacKay mit 46 % der Stimmen wiedergewählt. Im November 2009 wurde ein Folterskandal in Afghanistan bekannt, worauf die Opposition MacKays Rücktritt forderte.
MacKay war Begründer des Halifax International Security Forum (HISF), das seit 2010 stets im November hochrangige Sicherheitsexperten und Verteidigungspolitiker zu Diskussionen einlädt.

### Justizminister
Von Mitte 2013 bis November 2015 war MacKay Justizminister im Kabinett Harper, seine Nachfolgerin ist Jody Wilson-Raybould im Kabinett von Justin Trudeau.

## Wirtschaft
Ende Januar 2016 wurde er Partner der international tätigen Anwaltskanzlei Baker & McKenzie.

## Privatleben
Im Januar 2012 heiratete MacKay die ehemalige Schönheitskönigin, Juristin und Menschenrechtsaktivistin Nazanin Afshin-Jam. Zusammen haben sie einen Sohn und eine Tochter.